# Šahovska olimpijada 1937.
7. Šahovska olimpijada održana je 1937. u Švedskoj. Grad domaćin bio je Stockholm.

## Poredak osvajača odličja
| Mj. | Država   | Bodova | Igrači |
| --- | -------- | ------ | ------ |
| 1.  | SAD      | 54,5   |        |
| 2.  | Mađarska | 48,5   |        |
| 3.  | Poljska  | 47,0   |        |

| Pobjednici         |
| ------------------ |
| SAD Četvrti naslov |